# Fænø Kalv
Fænø Kalv is een eilandje in het midden van de Kleine Belt tussen Fænø en Stenderup (Denemarken). Fænø Kalv is ongeveer 4,3 ha groot. Het eiland is ongeveer 200 meter lang en breed. Het behoort tot de parochie Middelfart. Deze behoorde tot 1970 tot de Scandinaviërs Vends Herred in wat toen Odense Amt was, en vervolgens tot de gemeente Middelfart in wat toen Fyns Amt was. Deze is op 1 januari 2007 met de gemeentelijke herindeling opgenomen in de 'nieuwe' gemeente Middelfart in de regio Syddanmark.

## Natuur
Het eiland is sinds 21 maart 1922 een beschermd natuurgebied.

## Oorlogswerken
Fænø Kalv is een groot verdedigingswerk in de vorm van een schans dat door de Zweden tijdens de Deens-Zweedse Oorlog in 1658 is gemaakt. Tegenwoordig zijn er nog maar een paar overblijfselen van het verdedigingswerk, maar de schans is redelijk bewaard gebleven.